# Komnen Žugić
Komnen Žugić, črnogorski častnik in narodni heroj, * 1922, † 11. junij 1946.

## Življenjepis
Leta 1941 je vstopil v NOVJ in naslednje leto v KPJ. Med vojno je bil politični komisar več enot.
Po vojni je bil politični komisar 1. proletarske divizije.